# Harm-Jan van Schaik
Harm-Jan van Schaik (Sprang-Capelle, 25 juni 1976) is een Nederlandse politicus en bestuurder. Hij is lid van het CDA. Sinds 1 september 2023 is hij lid van de raad van bestuur van Amaris Zorggroep. Van 11 januari 2013 tot 1 september 2023 was hij burgemeester van Harderwijk.

## Maatschappelijke carrière
Van Schaik is geboren in Sprang-Capelle en groeide op in Woudenberg waar hij van 1982 tot 1988 naar de Koningin Julianaschool ging. Vervolgens volgde hij van 1988 tot 1995 het vwo aan het Corderius College in Amersfoort. Hierna ging hij naar de Universiteit van Amsterdam waar hij van 1995 tot 2002 de studies planologie en sociologie doorliep.
Na zijn studie heeft Van Schaik gewerkt als beleidsadviseur en Hoofd Wonen bij de gemeente Purmerend. In 2006 is hij dagelijks bestuurder geworden in Amsterdam-Noord, de plek waar hij eerder ook als stagiair werkzaam is geweest. Hij had hier de portefeuilles: grondzaken, vastgoed, buurtgericht werken, markten, openbare ruimte, haven, verkeer&vervoer, dierenwelzijn en landelijk-Noord. Vanuit deze functie was hij lid van AMPORTS (het bestuur van de Amsterdamse Haven) en het db van Landschap Waterland.
Na zijn afscheid als wethouder in Amsterdam-Noord is hij werkzaam geweest als Interim Manager bij ACTA-Advies in Amersfoort en als Unitmanager Beleid bij de gemeenten Wassenaar en Voorschoten.

## Politieke carrière
In 1994 werd Van Schaik actief lid van de jongerenafdeling van CDA in Utrecht. Hij richtte de jongerenafdeling CDJA Woudenberg op, was hier voorzitter van en was daarna voorzitter van de Provinciale delegatie Utrecht van de CDJA Raad. In 2002 werd hij raadslid in het stadsdeel Zeeburg om vervolgens in 2006 de overstap te maken naar het dagelijks bestuur in stadsdeel Amsterdam-Noord. Van Schaik was van 2006 tot 2010 lid van het dagelijks bestuur van stadsdeel Amsterdam-Noord. In 2012 werd Van Schaik voorgedragen als nieuwe burgemeester van Harderwijk als opvolger van John Berends, die burgemeester is geworden van Apeldoorn. Zijn benoeming ging in op 11 januari 2013.

### Twittergebruik
Tweets van Van Schaik zijn af en toe de start van een relletje. In 2019 kreeg Van Schaik kritiek over een tweet over een open zenuw in de regio: de geplande opening van Lelystad Airport. Tijdens de Covid-19 pandemie in 2020 bleken de tweets van Van Schaik tweemaal aanleiding voor forse kritiek. Op 2 juni 2020 postte hij naar aanleiding van een demonstratie op de Dam in Amsterdam op zijn persoonlijke Twitter de tekst "Voor Harderwijkse horeca geldt wellicht vanaf morgen extra vraag bij triage. Was u op 1 juni op de Dam? Bij ja,  even geen gastvrijheid. Wel wensen we u een goede quarantaine tijd. Bij klachten bel de GGD, telefoonnr. 0800-1202 en laat u testen. Neem verantwoordelijkheid! #020", nadat hij eerder al had gewezen op het contrast tussen de bezoekers van zijn stad en de demonstranten in Amsterdam waar het ging over het volgen van de Covid-maatregelen. Alhoewel Van Schaik op Twitter vooral bijval oogstte, noemde de Harderwijkse PvdA voorzitter Wilco Bos de tweet in De Stentor "discriminerend". In reactie op een tweet van het voormalig Kamerlid voor GroenLinks en programmadirecteur voor Greenpeace Suzanne Kröger reageerde Van Schaik "Wanneer de vliegtuigen vanwege Corona met veel minder passagiers mogen gaan vliegen vraagt dit met huidige capaciteit of om minder te gaan vliegen of om meer vliegtuigen. Lelystad Airport daardoor in ander perspectief en misschien is opening dan wel eerder nodig ipv later". De toekomstige opening van Lelystad Airport was op dat moment een heet hangijzer, wat Van Schaik op woedende reacties kwam te staan van tegenstanders van het vliegveld.

### Woningsluiting
Een geval van woningsluiting waarbij burgemeester Van Schaik betrokken was, leidde tot een aandachttrekkende rechtszaak bekend als de Harderwijk-uitspraak. In 2019 besloot de burgemeester een woning te sluiten waar een gezin met zes kinderen woonde, omdat de oudste zoon vanuit het huis in drugs dealde. De rechter vernietigde dit besluit, omdat na de aanhouding van de zoon het drugsgevaar rond het huis was geweken en de overige gezinsleden die niets met de drugshandel te maken hadden, door de woningsluiting onevenredig zwaar werden getroffen. De Raad van State verklaarde het beroep van de burgemeester tegen de uitspraak van de rechter gegrond, maar oordeelde dat deze op grond van een nieuwe beoordeling van de feiten en een nieuwe belangenafweging tot een nieuw besluit moest komen. De uitspraak wordt gezien als een belangrijke uitspraak inzake de toepassing van het evenredigheidsbeginsel in het bestuursrecht.

## Carrière na de politiek
Met ingang van 1 september werd Van Schaik lid van de raad van bestuur van Amaris Zorggroep en vertrok hij als burgemeester van Harderwijk.

## Persoonlijk
Van Schaik is getrouwd en vader van vier kinderen. Hij is een groot liefhebber van de Citroën 2cv. Van Schaik is lid van het Fonteinwerk binnen de Protestantse Gemeente Harderwijk en voorzitter van de Vereeniging Zuiderzeegemeenten. Daarnaast is hij lid van de Raad van Commisarissen bij Woningcorporatie Intermaris.